# Império do Gramacho
O Grêmio Recreativo Bloco Carnavalesco Império do Gramacho é um bloco carnavalesco do bairro de Gramacho, no município de Duque de Caxias, no estado do Rio de Janeiro, no Brasil. O bloco participa do carnaval do Rio de Janeiro como bloco de enredo. Suas cores são verde e rosa.

## História
O bloco foi criado por Clodomiro de Oliveira, avô do futuro presidente Emílio Reis. É o único bloco carnavalesco existente em Gramacho que tem sede administrativa, barracão e ateliê. Sua quadra de ensaios está situada em Gramacho. Já ganhou diversos prêmios como melhor ala das crianças em 1996 e 2006, melhor ala das baianas em 1996, 2006 e 2009, melhor bateria em 1996 e 2011 melhor porta-estandarte e mestre-sala. Foi campeão pela última vez em 2005 com o enredo "O Império canta e encanta o século dourado do Brasil". É considerado um dos melhores blocos carnavalescos em seu município.
Também participa do carnaval de sua cidade, porém, em 2008, apesar de inscrito, não compareceu ao desfile em Duque de Caxias
Em 2011, assumiu a presidência Emílio Reis no lugar de Joaquim Bernardo da Costa, no carnaval de 2011 desfilou na Intendente Magalhães obtendo 202 pontos e ocupando o 2º lugar. No ano de 2012, sagrou-se campeão do grupo 2 dos blocos, ao ganhar no critério de desempate da Colibri de Mesquita no quesito samba-enredo.

## Segmentos

### Presidentes
| Nome                      | Mandato           | Ref.  |
| ------------------------- | ----------------- | ----- |
| Joaquim Bernardo da Costa | ? - 2011          | [ 5 ] |
| Emílio Reis               | 2011 - atualidade | [ 1 ] |

### Diretores
| Ano  | Diretor de Carnaval | Diretor geral de harmonia | Mestre de bateria                     | Ref.  |
| ---- | ------------------- | ------------------------- | ------------------------------------- | ----- |
| 2017 |                     |                           |                                       |       |
| 2020 |                     |                           | Roberto Barreto “Roberto Cara de Boi” | [ 1 ] |

### Coreógrafo
| Ano  | Nome | Ref. |
| ---- | ---- | ---- |
| 2017 |      |      |

### Intérpretes
| Ano       | Nome                                                     | Ref   |
| --------- | -------------------------------------------------------- | ----- |
| 2007-2018 | Walter Zacharias                                         |       |
| 2019      | Alessandro Português, Luiz Carlos Branco, Antônio Amaral |       |
| 2020      | Branco                                                   | [ 1 ] |

### Rainhas de bateria
| Período | Rainha | Madrinha | Ref. |
| ------- | ------ | -------- | ---- |
| 2017    |        |          |      |

## Carnavais
| Ano  | Colocação    | Divisão         | Enredo | Carnavalesco                                                     | Ref.          |
| ---- | ------------ | --------------- | --- | ---------------------------------------------------------------- | ------------- |
| 1975 | 7º Lugar     | Grupo 5         | |                                                                  |               |
| 1976 |              | Grupo 5         | Inácio e Maria na Pedra do descanso |                                                                  |               |
| 1977 | 9º Lugar     | Grupo 6         | |                                                                  |               |
| 1978 | 7º Lugar     | Grupo 5         | Como nasceu a noite |                                                                  |               |
| 1978 | 7º lugar     | Duque de Caxias | Como nasceu a noite |                                                                  |               |
| 1981 | Campeã       | Duque de Caxias | |                                                                  |               |
| 1982 | 7º lugar     | Grupo 3A        | Amor, Amor, Amor |                                                                  |               |
| 1983 | Campeã       | Grupo 3A        | Máscaras |                                                                  |               |
| 1983 | 6º lugar     | Duque de Caxias | Máscaras |                                                                  |               |
| 1985 | 7º lugar     | Grupo 2B        | Batuque Guiné - Samba Guerreiro |                                                                  |               |
| 1985 | 4º lugar     | Duque de Caxias | Batuque Guiné - Samba Guerreiro |                                                                  |               |
| 1987 | 7º lugar     | Grupo 2B        | |                                                                  |               |
| 1990 | 3º lugar     | Grupo 5         | |                                                                  |               |
| 1991 | 9º lugar     | Grupo 4         | |                                                                  |               |
| 1992 | 3º lugar     | Grupo 5         | |                                                                  |               |
| 1994 | 8º lugar     | Grupo 4         | |                                                                  |               |
| 1995 | 7º lugar     | Grupo 4         | |                                                                  |               |
| 1996 | Campeã       | Grupo 4         | |                                                                  |               |
| 1999 | 3º lugar     | Grupo 1         | |                                                                  |               |
| 2000 | 5º lugar     | Grupo 1         | |                                                                  |               |
| 2001 | 6º lugar     | Grupo 1         | |                                                                  |               |
| 2002 | 6º lugar     | Grupo 1         | |                                                                  |               |
| 2003 | 10º lugar    | Grupo 1         | |                                                                  |               |
| 2004 | 8º lugar     | Grupo 2         | |                                                                  |               |
| 2005 | Campeã       | Grupo 2         | |                                                                  |               |
| 2006 | 6º lugar     | Grupo 1         | |                                                                  |               |
| 2007 | 7º lugar     | Grupo 1         | |                                                                  |               |
| 2008 | 10º lugar    | 1-Bloco         | Mãos e os pés que construíram o Brasil | Raimundo, Sunica e Ailton                                        | [ 7 ]         |
| 2009 | 3º lugar     | 2–Bloco         | Sargentelli do Brasil na explosão do samba | Raimundo, Sunica e Ailton                                        | [ 8 ]         |
| 2010 | 10° lugar    | 1-Bloco         | Um Mito da Velocidade, Ayrton Senna do Brasil | Raimundo, Sunica e Ailton                                        | [ 9 ] [ 5 ]   |
| 2011 | Vice-Campeã  | 2-Bloco         | Pierre Veger e a Bahia de todos os santos | Raimundo, Sunica e Ailton                                        | [ 10 ]        |
| 2012 | Campeã       | 2–Bloco         | Radiante Eu Vou a Maior Festa do Mundo, O Carnaval! | Raimundo, Sunica e Ailton                                        | [ 11 ]        |
| 2013 | 4º lugar     | 1–Bloco         | Do circo ao cinema: Oscarito | Raimundo Câmara                                                  | [ 12 ]        |
| 2014 | 4º lugar     | 1–Bloco         | Na Festa do Parque, Fantasias e Carnaval! | Roberto de Oliveira e Matheus Rodrigues                          | [ 13 ]        |
| 2014 | Vice-campeã  | Duque de Caxias | Na Festa do Parque, Fantasias e Carnaval! | Roberto de Oliveira e Matheus Rodrigues                          | [ 14 ]        |
| 2015 | 4º lugar     | 1-Bloco         | Tem cheiro aspecto e teor a boa da Terra | Jorge Moreira, José Evangelista, Weber Pereira e Lorran Carvalho |               |
| 2015 | 3º lugar     | Duque de Caxias | Tem cheiro aspecto e teor a boa da Terra | Jorge Moreira, José Evangelista, Weber Pereira e Lorran Carvalho |               |
| 2016 | Campeã       | 1-Bloco         | Brasil Festeiro | Emílio Reis                                                      | [ 15 ] [ 16 ] |
| 2016 | 3º lugar     | Duque de Caxias | Brasil Festeiro | Emílio Reis                                                      | [ 17 ]        |
| 2017 | 4º lugar     | 1-Bloco         | Império no caminho do ouro | Emílio Reis                                                      |               |
| 2018 | Vice-campeão | 1-Bloco         | |                                                                  |               |
| 2019 | 8º lugar     | 1-Bloco         | |                                                                  |               |
| 2020 | 9º lugar     | 1-Bloco         | O combustível da ilusão Compositores:Carvalho, João Perigo, Luiz Vaz, Robson Moratelli, Marquinho Rosali, Léo de Souza, Branco, Paulo Feijão e Paloma Brasil. Participação Especial: Carlos Ahumada | José Márcio “Jacaré”                                             | [ 1 ]         |
| 2022 | 8° lugar     | 1-Bloco         | | Jorge Luiz, José Márcio e Cid Souza                              |               |
| 2023 | 6° lugar     | 1-Bloco         | |                                                                  |               |
| 2024 | 3° lugar     | 1-Bloco         | Cidade Maravilhosa | Márcio Jacaré                                                    |               |
| 2025 | 5° lugar     | 1-Bloco         | Luar do Sertão. O Rei do Baião | Comissão de Carnaval                                             |               |

- Commons